# Tirà crestat apical
El tirà crestat apical (Myiarchus apicalis) és un ocell de la família dels tirànids (Tyrannidae).

## Hàbitat i distribució
Habita el bosc àrid, clars i matoll àrid als turons del centre i sud-oest de Colòmbia.